# یلنا اسلسارنکو
یلنا اسلسارنکو (روسی: Елена Владимировна Слесаренко؛ زادهٔ ۲۸ فوریهٔ ۱۹۸۲) ورزشکار دو و میدانی پرش ارتفاع اهل روسیه است.
وی همچنین برندهٔ جوایزی همچون نشان دوستی شده‌است.